# Усадьба Шатилова (Крым)
Усадьба Шатилова — усадьба постройки второй половины XIX века в селе Цветущее Нижнегорского района Крыма, построенная местным землевладельцем, общественным деятелем и селекционером Иосифом Николаевичем Шатиловым

## История
Известно, что в 1839 году, Иосиф Шатилов вернулся из Италии, где вся семья находилась по случаю лечения отца, в Россию, в одно из крымских поместий, уже принадлежавших роду Шатиловых — вероятно, это была Мухалатка, в которой отец Иосифа Николаевича находился до конца жизни в 1841 году. В совместное со своим дядей Иваном Васильевичем Шатиловым (у Шатиловых было заведено не дробить имения) владение имениями семьи, в том числе и «Тамаком» в Феодосийском уезде площадью 18000 десятин Шатилов вступил в 1852 году. Во время Крымской войны 1854—1856 года в усадьбе размещался госпиталь для раненых из Севастополя.
В «Списке населённых мест Таврической губернии по сведениям 1864 года» значится владельческое русское село Шатиловка с 30 дворами, 135 жителями и православным молитвенным домом при реке Биюк-Кара-Су, включающее ещё 2 участка Тамака и деревни Кучук-Мин и Биюк-Мин — все поселения располагались в отдалении друг от друга и, видимо, составляли имение Шатиловых. Сельцо Шатиловка обозначено и на карте Шуберта 1865—1876 года (далее не встречается). В путеводителе Сосногоровой 1871 года описывается большое имение Тамак в 18000 десятин земли, из которых 1200 десятин луговой и поливной, принадлежащее Шатилову. Имеются сведения, что Шатилов, ещё при жизни, продал имение Давиду Роговскому (после смерти дяди, генерал-майора Ивана Васильевича Шатилова, Иосиф Николаевич перебрался в родовое имение Моховое) который, собственно, и закончил сооружение дошедшего до наших дней ансамбля — на некоторых зданиях стоит дата постройки «1888» и красуется вензель «ДР». В Статистическом справочнике Таврической губернии. Ч.II-я. Статистический очерк, выпуск пятый Феодосийский уезд, 1915 год, в Андреевской волости Феодосийского уезда значится экономия Роговского Д. Д. Корпе , в которой числился 1 двор без населения.

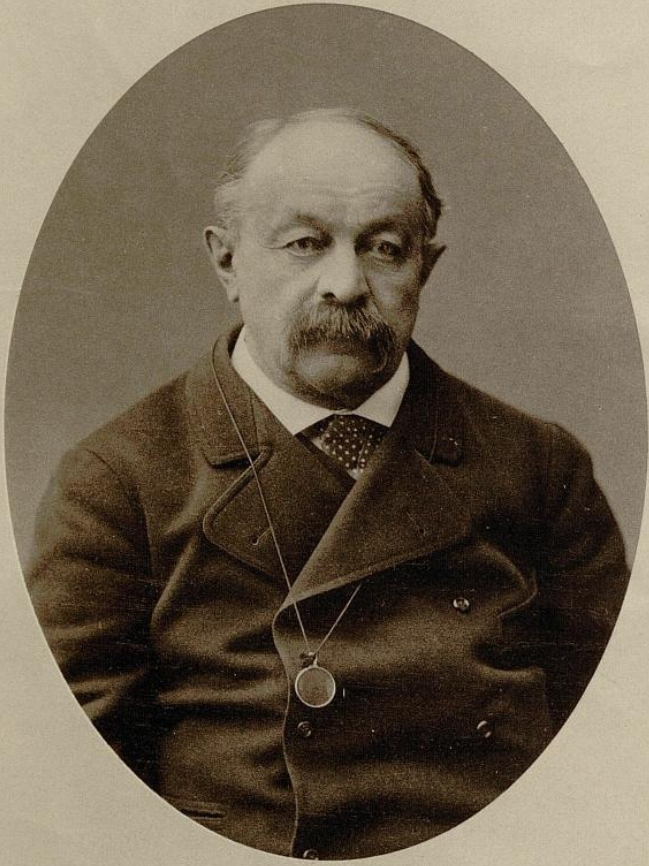
Иосиф Николаевич Шатилов
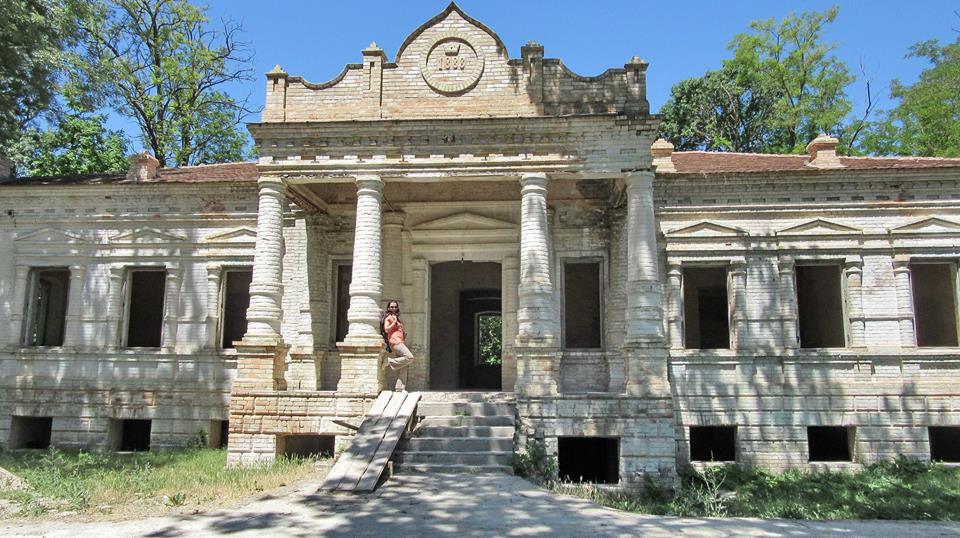
Главный дом усадьбы
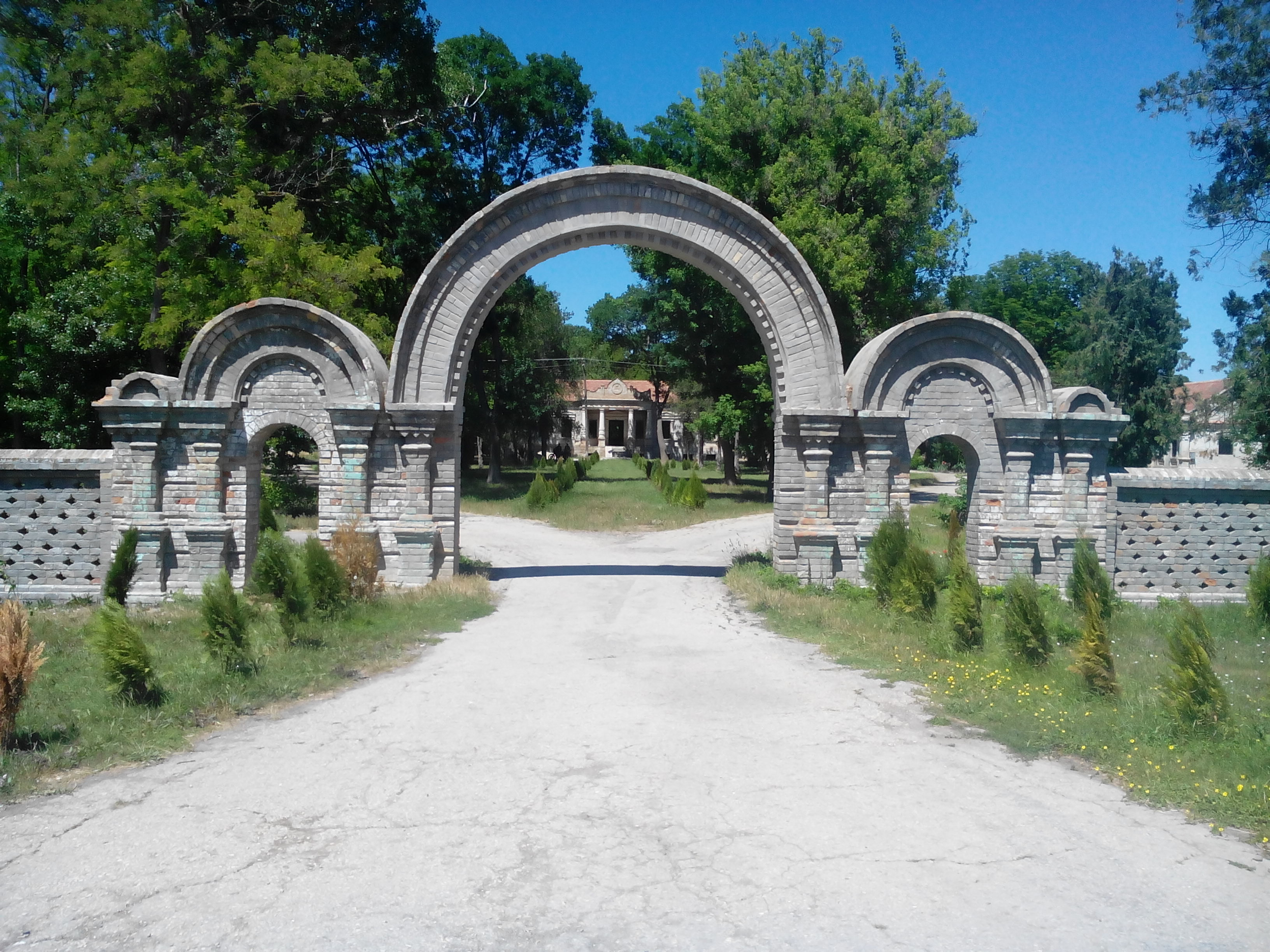
Главный въезд
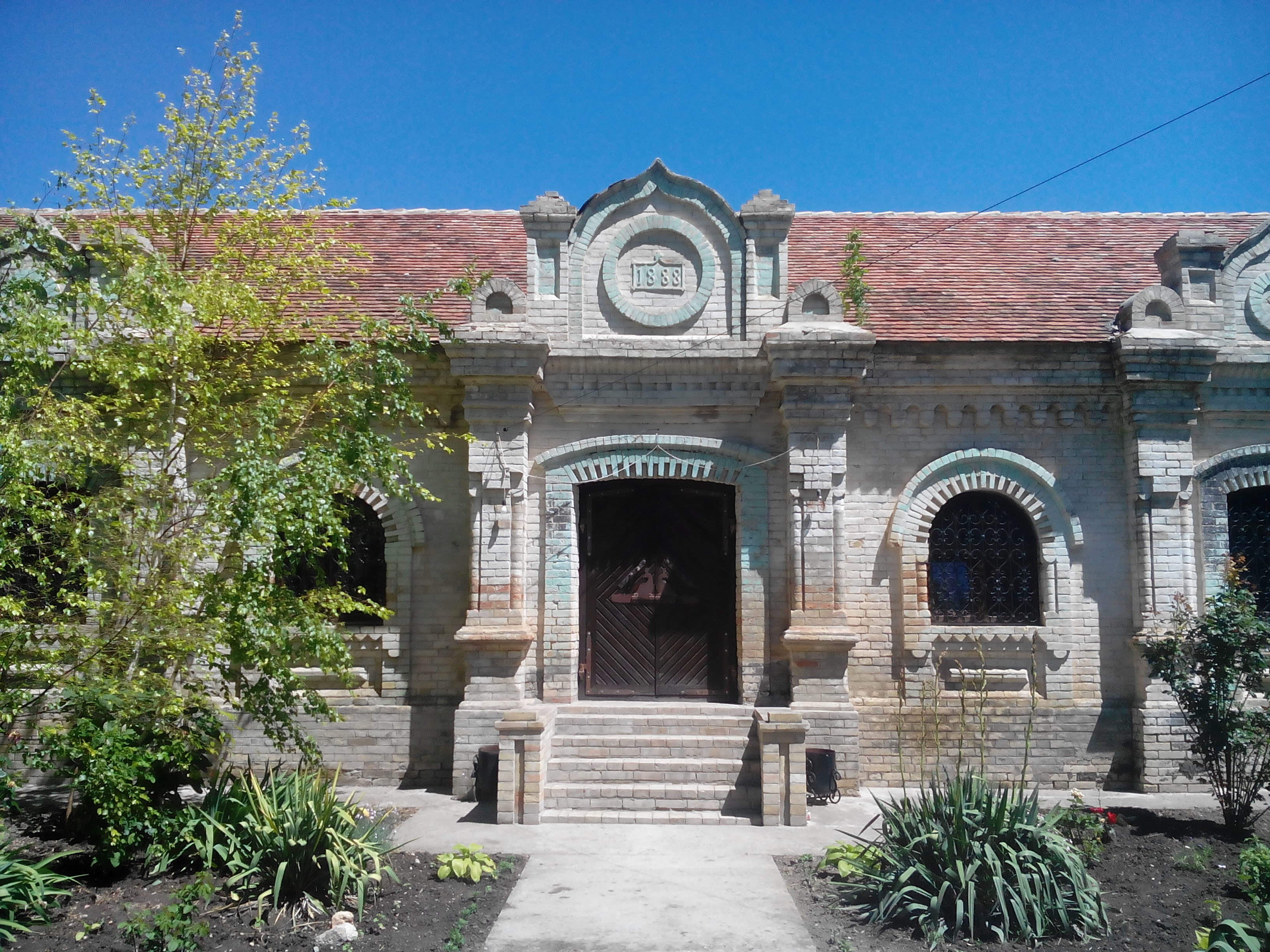
Гостевой дом
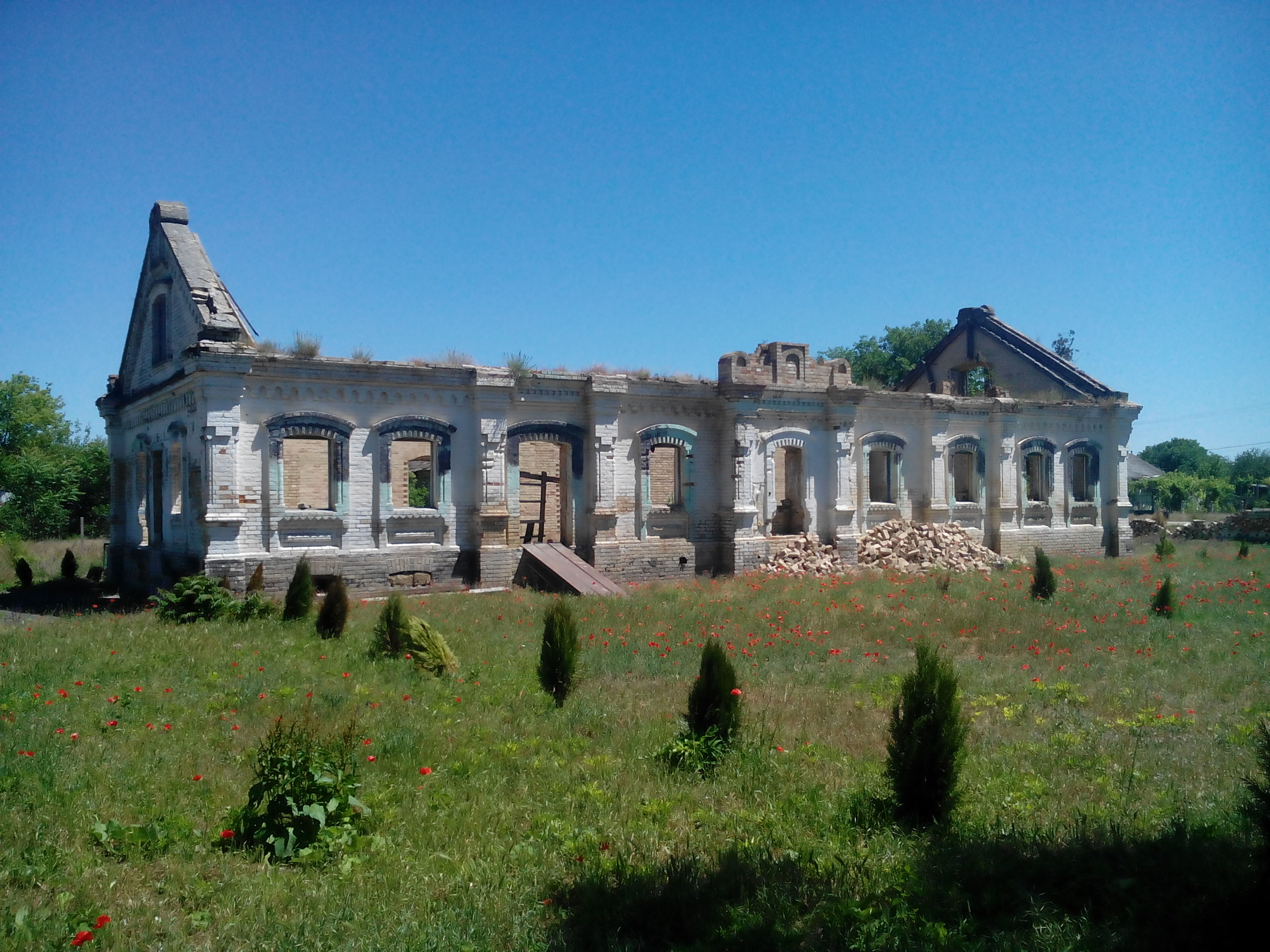
Бывший зерносклад
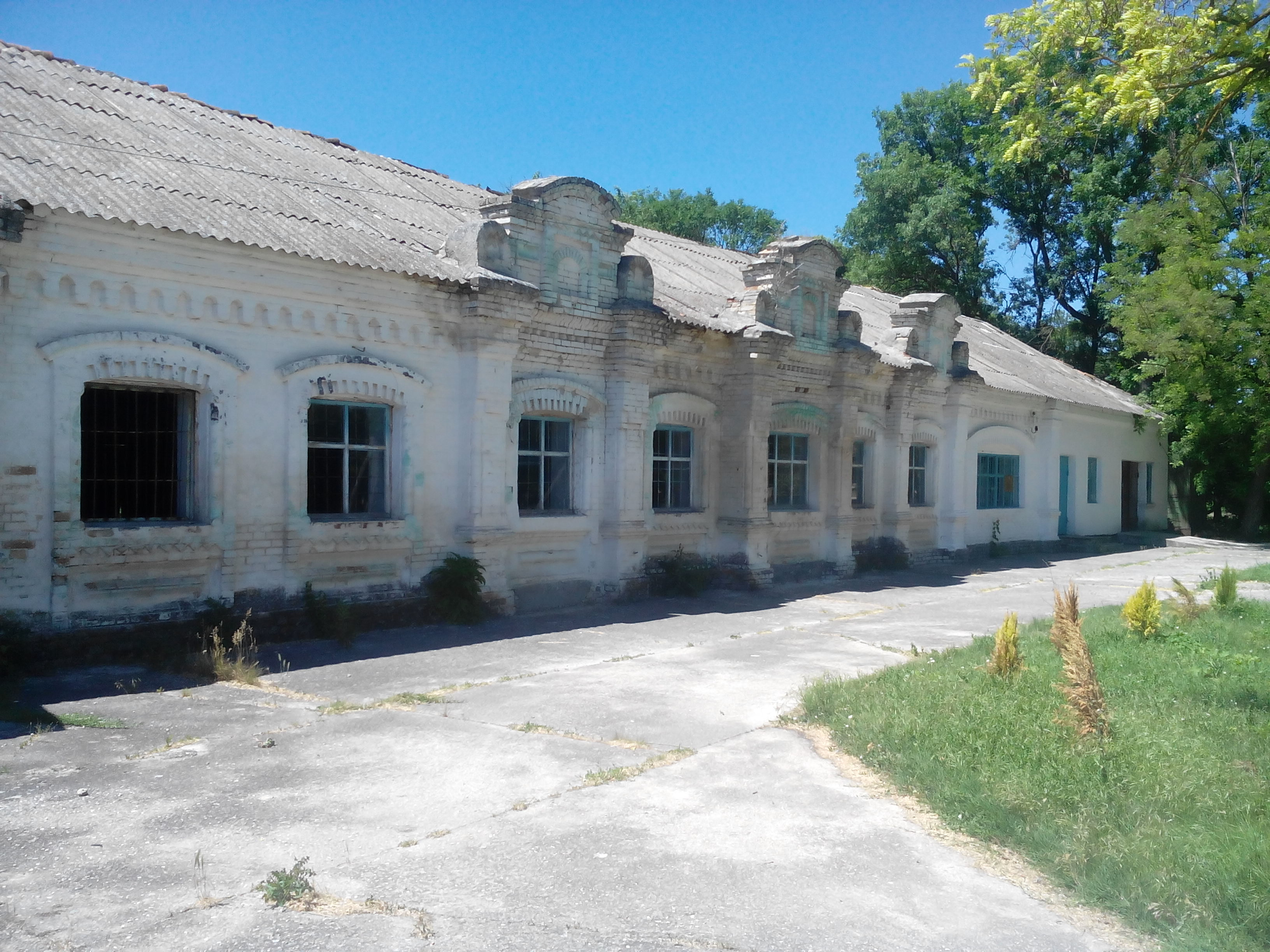
Каретный сарай

## После революции
После установления в Крыму Советской власти в 1920 году на базе имения был организован совхоз «Карпе» (впоследствии — «Красный Карпе»), в котором, по итогам переписи 1926 года числилось 19 дворов, все «некрестьянские», население составляло 62 человека, из них 48 русских, 12 украинцев и 1 белорус. В имении располагалась центральная усадьба и контора совхоза. Бытует версия, что во время войны здесь размещался полевой штаб командира 11-й армии фельдмаршала Э. фон Манштейна Указом Президиума Верховного Совета РСФСР от 18 мая 1948 года, «населённый пункт совхоза Красный Карпе» переименовали в Цветущее. Вскоре совхоз переименовали в «Степной», объединённый в 1956 году с совхозом «Нижнегорский» (село Лиственное). В 1990-е годы совхоз ликвидировали и усадьба подверглась разграблению местными жителями. В 2010 году бывшее имение арендовал местный предприниматель, занявшийся её восстановлением и превращением в туристический объект.